# 壞蛋王·老五
壞蛋王·老五（英語：The Bad King Five）是2015年在高雄成立的樂團。成員有主唱羅永昌、貝斯手羅永和、吉他手張益彰、吉他手許聖楷與鼓手蔡耀德。曲風多元，融合Post-Hardcore、Emo、Hardrock等多重元素。首張EP The First 將於2017年底發行。

## 團名由來
主唱羅永昌認為團名必須要讓觀眾聽眾一擊必中，印象深刻，所以當時團員所提出的團名皆因不夠突出而不予採用。某天練團前的閒聊時，鼓手忽然提到一部歐美AV Fuck Team Five劇情甚為有趣。這個片名給了主唱靈感，遂催生出英文團名The Bad King Five。最後再轉譯為中文團名壞蛋王·老五，意思是五位心情很壞的王。

## 成員
壞蛋王·老五成員大多有已豐富的表演經歷，主唱、貝斯與鼓手是於2003年休團的南台灣知名獨立樂團第七樂章的成員，吉他手張益彰則擔任過獨立創作團嘴哥 （页面存档备份，存于）的吉他手。

## 演出經歷
| 時間       | 演出                       | 聯演嘉賓              |
| ---------- | -------------------------- | --------------------- |
| 2016/10/15 | 衛武營文化藝術祭           | 表演家合作社          |
| 2016/11/19 | Rocks                      | Ghost Money All-stars |
| 2016/12/16 | On the road                | 露比糖                |
| 2017/9/22  | 2017 命待!! 澎湖搖滾音樂節 | 21團聯演              |

## 獎項
2017台南夏日音樂節「將軍吼」樂團競賽冠軍

## 外部連結
壞蛋王老五粉絲專頁 （页面存档备份，存于）